# Melanochromis xanthodigma
Melanochromis xanthodigma е вид лъчеперка от семейство Цихлиди (Cichlidae). Видът е световно застрашен, със статут Уязвим.